# Lijst van voetbalinterlands Egypte - Ghana
Deze lijst van voetbalinterlands is een overzicht van alle officiële voetbalwedstrijden tussen de nationale teams van Egypte en Ghana. De Afrikaanse landen hebben tot op heden 24 keer tegen elkaar gespeeld. De eerste ontmoeting was een vriendschappelijke wedstrijd op 6 juli 1960 in Accra. Het laatste duel, een groepswedstrijd tijdens de Afrika Cup 2023, werd gespeeld op 18 januari 2024 in Abidjan (Ivoorkust).

## Wedstrijden
| №  | Plaats      | Datum            | Competitie             | Wedstrijd                             | Uitslag |
| -- | ----------- | ---------------- | ---------------------- | ------------------------------------- | ------- |
| 1  | Accra       | 6 juli 1960      | Vriendschappelijk      | Ghana − Verenigde Arabische Republiek | 2 − 2   |
| 2  | Wad Madani  | 9 februari 1970  | Afrika Cup 1970        | Verenigde Arabische Republiek − Ghana | 5 − 2   |
| 3  | Lagos       | 16 januari 1973  | Afrikaanse Spelen 1973 | Egypte − Ghana                        | 2 − 1   |
| 4  | Ziguinchor  | 17 januari 1992  | Afrika Cup 1992        | Egypte − Ghana                        | 0 − 1   |
| 5  | Accra       | 29 december 1993 | Vriendschappelijk      | Ghana − Egypte                        | 0 − 0   |
| 6  | Accra       | 2 januari 1994   | Vriendschappelijk      | Ghana − Egypte                        | 1 − 1   |
| 7  | Caïro       | 23 augustus 1994 | Vriendschappelijk      | Egypte − Ghana                        | 2 − 0   |
| 8  | Caïro       | 29 december 1995 | Vriendschappelijk      | Egypte − Ghana                        | 1 − 2   |
| 9  | Accra       | 26 mei 1996      | Vriendschappelijk      | Ghana − Egypte                        | 0 − 2   |
| 10 | Seoel       | 16 juni 1997     | Vriendschappelijk      | Egypte − Ghana                        | 2 − 0   |
| 11 | Caïro       | 3 december 1997  | Vriendschappelijk      | Egypte − Ghana                        | 3 − 2   |
| 12 | Caïro       | 12 november 1999 | Vriendschappelijk      | Egypte − Ghana                        | 1 − 2   |
| 13 | Caïro       | 17 juni 2000     | Vriendschappelijk      | Egypte − Ghana                        | 2 − 0   |
| 14 | Caïro       | 4 januari 2002   | Vriendschappelijk      | Egypte − Ghana                        | 2 − 0   |
| 15 | Caïro       | 22 december 2002 | Vriendschappelijk      | Egypte − Ghana                        | 0 − 0   |
| 16 | Caïro       | 11 februari 2009 | Vriendschappelijk      | Egypte − Ghana                        | 2 − 2   |
| 17 | Luanda      | 31 januari 2010  | Afrika Cup 2010        | Ghana − Egypte                        | 0 − 1   |
| 18 | Abu Dhabi   | 10 januari 2013  | Vriendschappelijk      | Ghana − Egypte                        | 3 − 0   |
| 19 | Kumasi      | 15 oktober 2013  | WK 2014 kwalificatie   | Ghana − Egypte                        | 6 − 1   |
| 20 | Caïro       | 19 november 2013 | WK 2014 kwalificatie   | Egypte − Ghana                        | 2 − 1   |
| 21 | Alexandrië  | 13 november 2016 | WK 2018 kwalificatie   | Egypte − Ghana                        | 2 − 0   |
| 22 | Port-Gentil | 25 januari 2017  | Afrika Cup 2017        | Egypte − Ghana                        | 1 − 0   |
| 23 | Cape Coast  | 12 november 2017 | WK 2018 kwalificatie   | Ghana − Egypte                        | 1 − 1   |
| 24 | Abidjan     | 18 januari 2024  | Afrika Cup 2023        | Egypte − Ghana                        | 2 − 2   |

## Samenvatting
| Competitie        | Totaal gespeeld | Winst Egypte | Gelijk | Winst Ghana | Doelsaldo Egypte – Ghana |
| ----------------- | --------------- | ------------ | ------ | ----------- | ------------------------ |
| WK-kwalificatie   | 4               | 2            | 1      | 1           | 6 − 8                    |
| Afrika Cup        | 5               | 3            | 1      | 1           | 9 − 5                    |
| Afrikaanse Spelen | 1               | 1            | 0      | 0           | 2 − 1                    |
| Vriendschappelijk | 14              | 6            | 5      | 3           | 20 − 14                  |
| Totaal            | 24              | 12           | 7      | 5           | 37 − 28                  |

Wedstrijden bepaald door strafschoppen worden, in lijn met de FIFA, als een gelijkspel gerekend.

## Details

### Zeventiende ontmoeting
| Afrika Cup 2010 (Luanda, Angola, 31 januari 2010): |       |                  |
| Ghana                                              | 0 – 1 | Egypte           |
|                                                    | goals | 85' Mohamed Nagy |

### Achttiende ontmoeting
| Vriendschappelijk (Abu Dhabi, Verenigde Arabische Emiraten, 10 januari 2013): |       |        |
| Ghana                                                                         | 3 – 0 | Egypte |
| Emmanuel Agyemang-Badu 18' Richmond Boakye 54' Asamoah Gyan 83'               | goals |        |

### Negentiende ontmoeting
| WK 2014 kwalificatie (Kumasi, Ghana, 15 oktober 2013):                                                               |       |                              |
| Ghana | 6 – 1 | Egypte                       |
| Asamoah Gyan 5' Wael Gomaa 22' (e.d.) Waris Majeed 44' Asamoah Gyan 53' Sulley Muntari 72' (pen.) Christian Atsu 89' | goals | 41' (pen.) Mohamed Abo Treka |

### Twintigste ontmoeting
| WK 2014 kwalificatie (Caïro, Egypte, 19 november 2013): |       |                          |
| Egypte                                                  | 2 – 1 | Ghana                    |
| Amr Zaki 25' Mohamed Nagy 84'                           | goals | 79' Kevin-Prince Boateng |

### 22ste ontmoeting
| Afrika Cup (Port-Gentil, Gabon, 25 januari 2017): |       |       |
| Egypte                                            | 1 – 0 | Ghana |
| Mohamed Salah 11'                                 | goals |       |

EFA · A-internationals · Selecties · Bondscoaches · Egyptisch vrouwenelftal · Olympisch elftal · Egypte U21 · Egypte U20 · Egypte U19 · Egypte U18 · Egypte U17
1920 – 1929 · 
1930 – 1939 · 
1940 – 1949 · 
1950 – 1959 · 
1960 – 1969 · 
1970 – 1979 · 
1980 – 1989 · 
1990 – 1999 · 
2000 – 2009 · 
2010 – 2019 ·
2020 − 2029
WK 1934 · 
WK 1990 · 
WK 2018
OS 1924 · 
OS 1928 · 
OS 1936 · 
OS 1948 · 
OS 1952 · 
OS 1960 · 
OS 1964 · 
OS 1968 · 
OS 1992 · 
OS 2012 · 
OS 2020
1920 · 
1921–1923 · 
1924 · 
1925–1927 · 
1928 · 
1929–1931 · 
1932 · 
1933 · 
1934 · 
1935 · 
1936 · 
1937–1947 · 
1948 · 
1949 · 
1950 · 
1952 · 
1952 · 
1953 · 
1954 · 
1955 · 
1956 · 
1957 · 
1958 · 
1959 · 
1960 · 
1961 · 
1962 · 
1963 · 
1964 · 
1965 · 
1966 · 
1967 · 
1968 · 
1969 · 
1970 · 
1971 · 
1972 · 
1973 · 
1974 · 
1975 · 
1976 · 
1977 · 
1978 · 
1979 · 
1980 · 
1981 · 
1982 · 
1983 · 
1984 · 
1985 · 
1986 · 
1987 · 
1988 · 
1989 · 
1990 · 
1991 · 
1992 · 
1993 · 
1994 · 
1995 · 
1996 · 
1997 · 
1998 · 
1999 · 
2000 · 
2001 · 
2002 · 
2003 · 
2004 · 
2005 · 
2006 · 
2007 · 
2008 · 
2009 · 
2010 · 
2011 · 
2012 ·
2013 ·
2014 ·
2015 ·
2016 ·
2017 ·
2018 ·
2019 ·
2020 ·
2021 ·
2022 ·
2023 ·
2024
Algerije ·
Angola ·
Argentinië ·
Australië ·
Bahrein ·
België ·
Benin ·
Bolivia ·
Bosnië en Herzegovina ·
Botswana ·
Brazilië ·
Bulgarije ·
Burkina Faso ·
Burundi ·
Canada ·
Centraal-Afrikaanse Republiek ·
Chili ·
China ·
Colombia ·
Comoren ·
Congo-Brazzaville ·
Congo-Kinshasa ·
DDR ·
Denemarken ·
Djibouti ·
Duitsland ·
Engeland ·
Equatoriaal-Guinea ·
Estland ·
Ethiopië ·
Finland ·
Frankrijk ·
Gabon ·
Georgië ·
Ghana ·
Griekenland ·
Guinee ·
Guinee-Bissau ·
Hongarije ·
Ierland ·
Indonesië ·
Irak ·
Iran ·
Italië ·
Ivoorkust ·
Jamaica ·
Japan ·
Jemen ·
Joegoslavië ·
Jordanië ·
Kaapverdië ·
Kameroen ·
Kenia ·
Koeweit ·
Kroatië ·
Libanon ·
Liberia ·
Libië ·
Litouwen ·
Luxemburg ·
Madagaskar ·
Malawi ·
Mali ·
Malta ·
Marokko ·
Mauritanië ·
Mauritius ·
Mexico ·
Mozambique ·
Namibië ·
Nederland ·
Nieuw-Zeeland ·
Niger ·
Nigeria ·
Noord-Korea ·
Noord-Macedonië ·
Noorwegen ·
Oeganda ·
Oman ·
Oostenrijk ·
Palestina ·
Polen ·
Portugal ·
Qatar ·
Roemenië ·
Rusland ·
Rwanda ·
Saoedi-Arabië ·
Schotland ·
Senegal ·
Sierra Leone ·
Slowakije ·
Soedan ·
Somalië ·
Spanje ·
Swaziland ·
Syrië ·
Tanzania ·
Thailand ·
Togo ·
Trinidad en Tobago ·
Tsjaad ·
Tsjecho-Slowakije ·
Tunesië ·
Turkije ·
Uruguay ·
Verenigde Arabische Emiraten ·
Verenigde Staten ·
Wit-Rusland ·
Zambia ·
Zimbabwe ·
Zuid-Afrika ·
Zuid-Jemen ·
Zuid-Korea ·
Zuid-Soedan ·
Zweden ·
Zwitserland
Kameroen (2017) ·
Rusland (2018) ·
Saoedi-Arabië (2018) ·
Uruguay (2018)
GFA · A-internationals · Selecties ·  Bondscoaches · Ghanees vrouwenelftal · Ghana U21 · Ghana U20 · Ghana U19 · Ghana U18 · Ghana U17
1950 – 1959 ·
1960 – 1969 ·
1970 – 1979 ·
1980 – 1989 ·
1990 – 1999 ·
2000 – 2009 ·
2010 – 2019 ·
2020 − 2029
WK 2006 ·
WK 2010 · 
WK 2014
OS 1964 · 
OS 1968 · 
OS 1972 · 
OS 1976 · 
OS 1992 · 
OS 1996 ·
OS 2004
1950 · 
1951 · 
1952 · 
1953 · 
1954 · 
1955 · 
1956 · 
1957 · 
1958 · 
1959 · 
1960 · 
1961 · 
1962 · 
1963 · 
1964 · 
1965 · 
1966 · 
1967 · 
1968 · 
1969 · 
1970 · 
1971 · 
1972 · 
1973 · 
1974 · 
1975 · 
1976 · 
1977 · 
1978 · 
1979 · 
1980 · 
1981 · 
1982 · 
1983 · 
1984 · 
1985 · 
1986 · 
1987 · 
1988 · 
1989 · 
1990 · 
1991 · 
1992 · 
1993 · 
1994 · 
1995 · 
1996 · 
1997 · 
1998 · 
1999 · 
2000 · 
2001 · 
2002 · 
2003 · 
2004 · 
2005 · 
2006 · 
2007 · 
2008 · 
2009 · 
2010 · 
2011 · 
2012 · 
2013 ·
2014 ·
2015 ·
2016 ·
2017 ·
2018 ·
2019 ·
2020 ·
2021 ·
2022 ·
2023
Algerije ·
Angola ·
Argentinië ·
Australië ·
Benin ·
Bosnië en Herzegovina ·
Botswana ·
Brazilië ·
Burkina Faso ·
Burundi ·
Canada ·
Centraal-Afrikaanse Republiek ·
Chili ·
China ·
Comoren ·
Congo-Brazzaville ·
Congo-Kinshasa ·
Cuba ·
DDR ·
Denemarken ·
Duitsland ·
Egypte ·
Engeland ·
Equatoriaal-Guinea ·
Eritrea ·
Ethiopië ·
Gabon ·
Gambia ·
Griekenland ·
Guinee ·
Guinee-Bissau ·
IJsland ·
India ·
Indonesië ·
Irak ·
Iran ·
Italië ·
Ivoorkust ·
Jamaica ·
Japan ·
Joegoslavië ·
Kaapverdië ·
Kameroen ·
Kenia ·
Lesotho ·
Letland ·
Liberia ·
Libië ·
Madagaskar ·
Malawi ·
Maleisië ·
Mali ·
Marokko ·
Mauritius ·
Mexico ·
Montenegro · 
Mozambique ·
Namibië ·
Nederland ·
Nicaragua ·
Nieuw-Zeeland ·
Niger ·
Nigeria ·
Noorwegen ·
Oeganda ·
Oostenrijk ·
Portugal ·
Qatar ·
Rusland ·
Rwanda ·
Saoedi-Arabië ·
Sao Tomé en Principe ·
Senegal ·
Servië ·
Sierra Leone ·
Singapore ·
Slovenië ·
Soedan ·
Somalië ·
Swaziland ·
Tanzania ·
Thailand ·
Togo ·
Tsjaad ·
Tsjechië ·
Tunesië ·
Turkije ·
Uruguay ·
Verenigde Staten ·
Zambia ·
Zimbabwe ·
Zuid-Afrika ·
Zuid-Korea ·
Zwitserland
Brazilië (2006) · 
Duitsland (2014) ·
Italië (2006) · 
Ivoorkust (2015) · 
Portugal (2014) ·
Servië (2010) · 
Tsjechië (2006) · 
Verenigde Staten (2006) · 
Verenigde Staten (2014)